# Вилла Ада

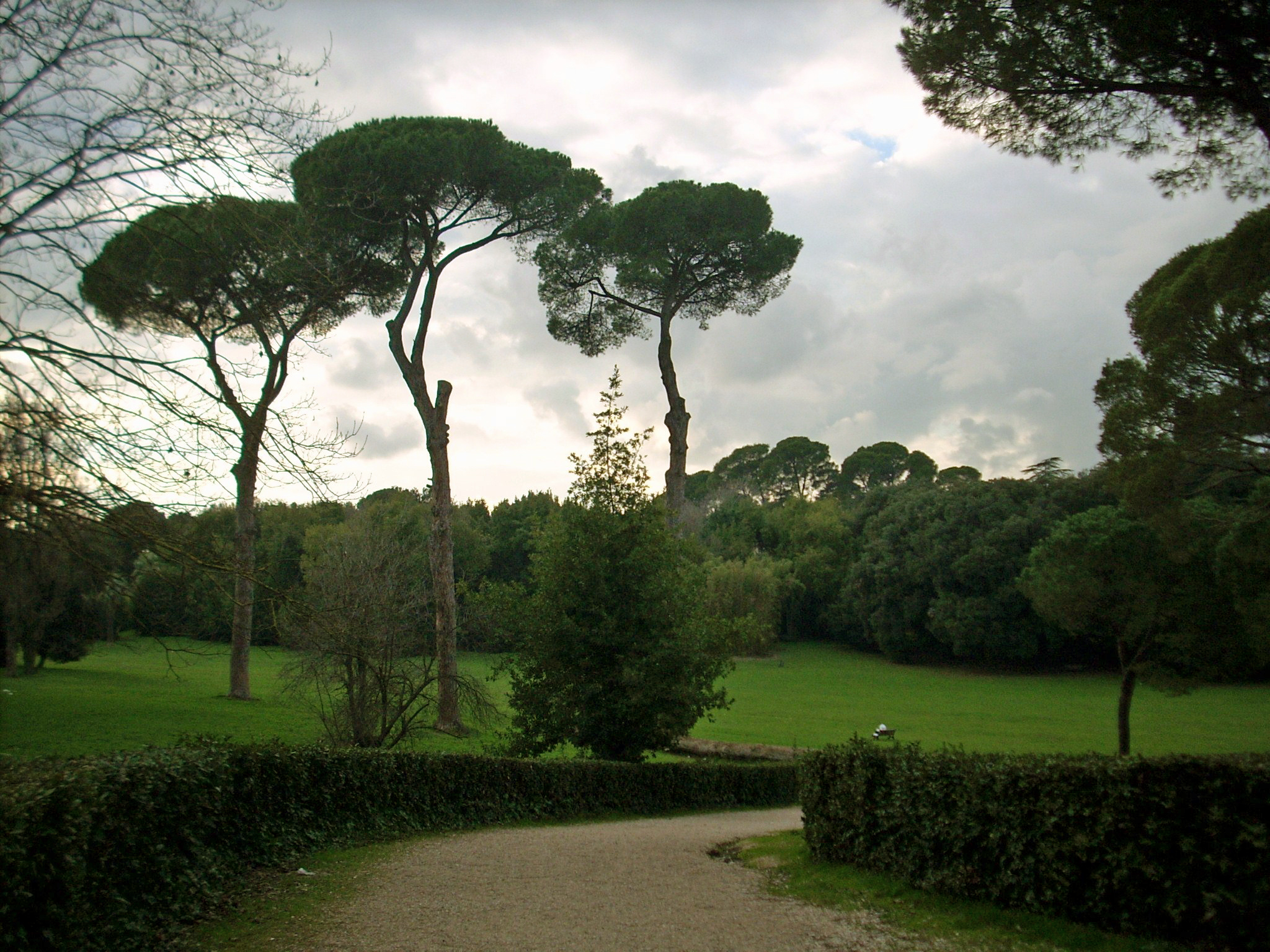
Вилла Ада

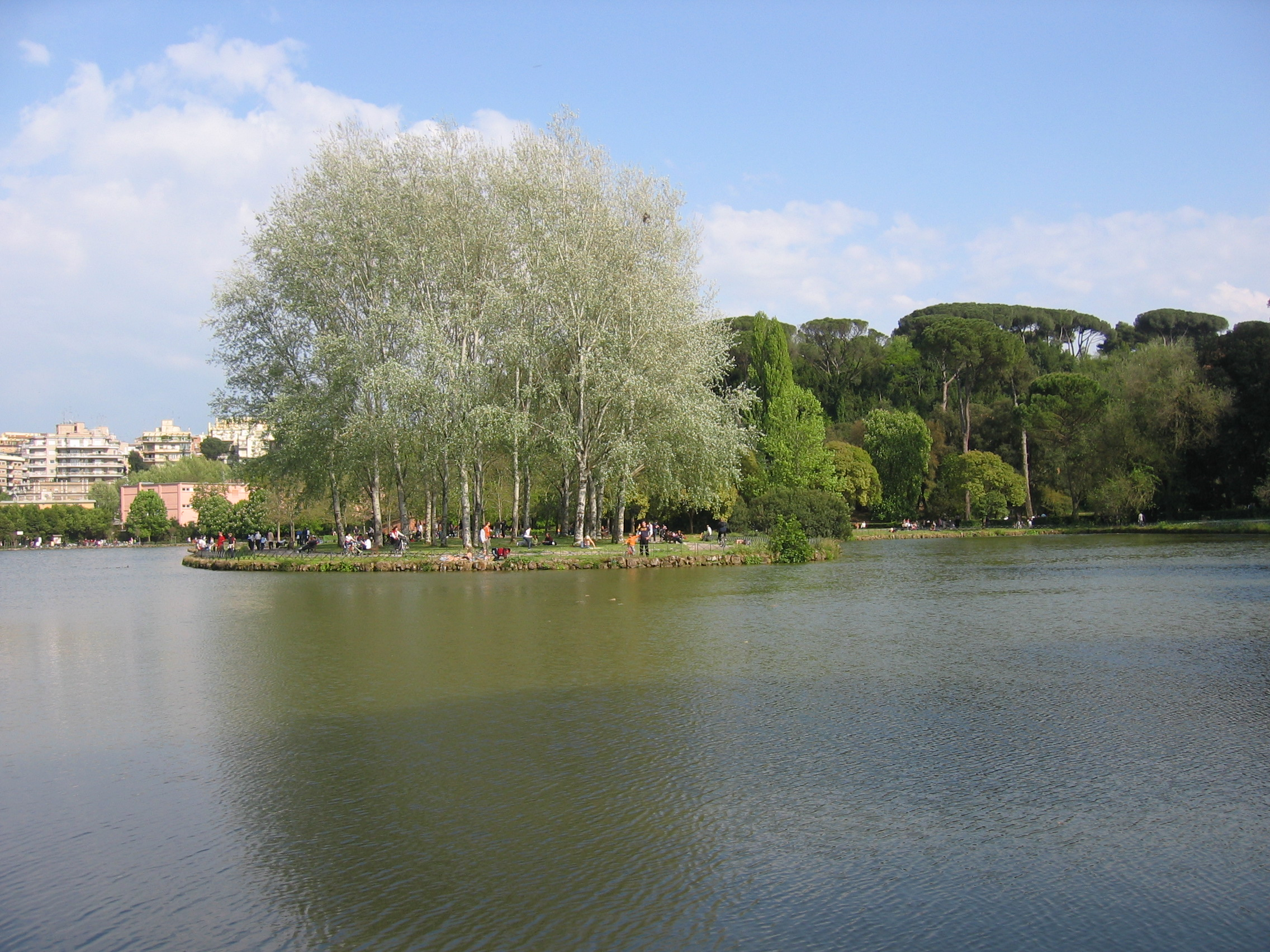
Остров на озере Виллы Ада

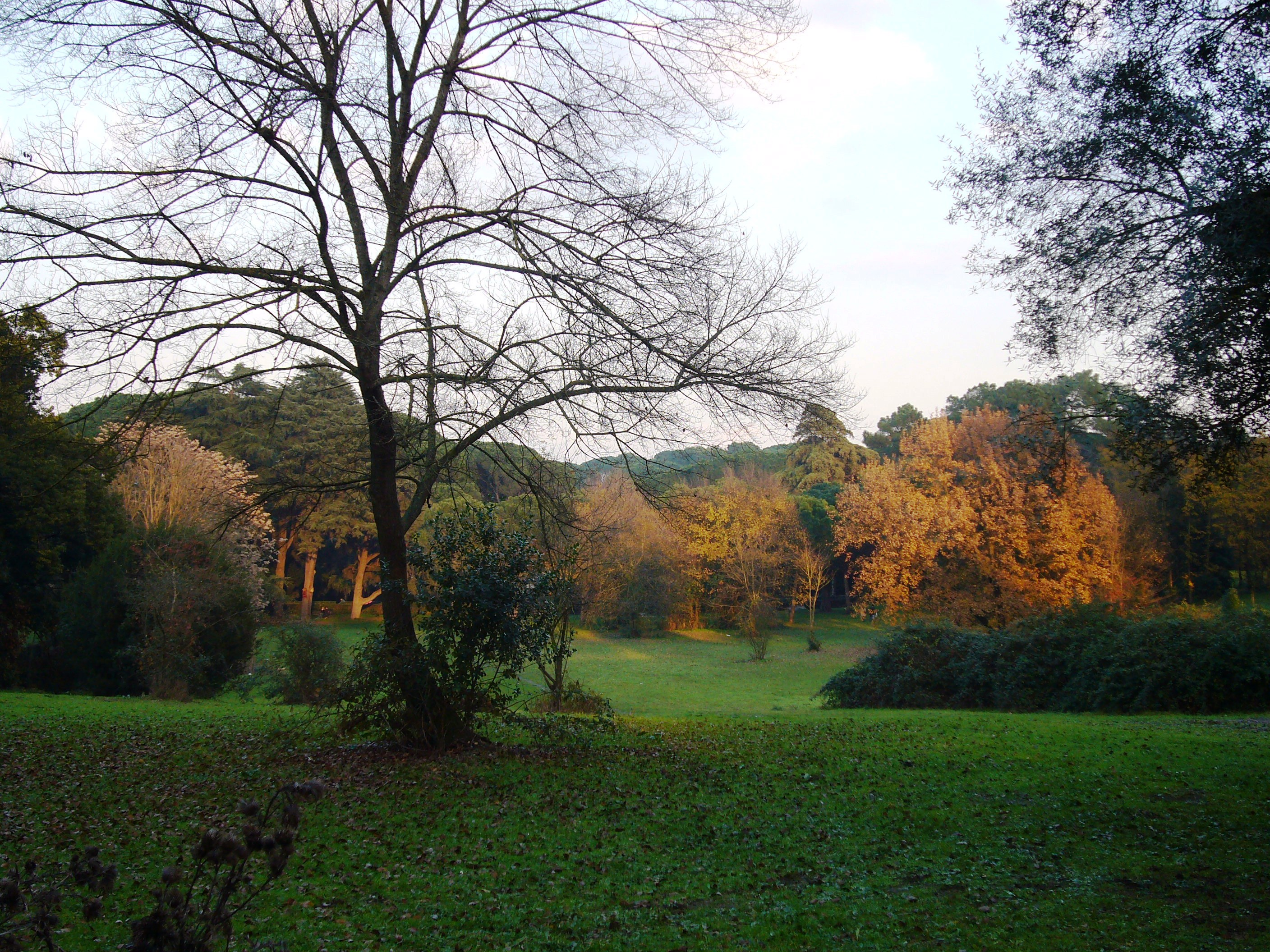
Парк

Ви́лла А́да (итал. Villa Ada)— крупнейший парк в Риме, Италия (площадь 450 акров/182 гектара Размещён в северо-восточной части города. Самое высокое место — гора Антенне (итал. Monte Antenne), 67 м (220 футов), место археологических раскопок.

## История
Эта лесистая местность находилась во владении итальянской королевской Савойской династии во второй половине XIX века; здесь была королевская резиденция (1872—1878). В 1878 году участок приобрёл граф Теллфнер из Швейцарии, который переименовал виллу в честь своей жены Ады. Савойская династия возобновила контроль над этими землями в 1904 году, но название осталось прежним; владение продолжалось до ликвидации монархии в 1946 году.

## Современный статус
На 2009 год парк был разделён на общественную и частную зоны. Общественная контролируется Городским советом Рима; частная — посольством Египта, хотя городской совет выдвинул требование вернуть ему контроль над всей территорией. Частная зона находится под постоянным патрулём полицейских или армии.

## Мероприятия
Общественная часть парка намного больше частной. Там есть искусственное озеро, большой бассейн и множество деревьев, включая пинии, дубы каменные, благородные лавры, пробковые дубы и редкие метасеквойи, завезённые из Тибета в 1940 году. Вход в парк бесплатный. Можно арендовать каноэ, велосипеды или коней.
Вилла стала домом для множества животных. В искусственных прудах живут черепахи и рыбы, в лесу можно встретить ежей, дикобразов, кроликов и т. д.
Одна из улиц парка с ноября 2009 года носит имя Александра Солженицына.
С 1994 года летом в парке проводится фестиваль мировой музыки и фестиваль «Roma incontra il mondo» (Рим встречает мир) против расизма, войн и смертной казни. Также периодически проходят стендап-выступления итальянских комиков.
Многие бегуны тренируются на территории парка. Помимо этого на вилле можно опробовать силовые тренажёры и турники.
Итальянская регги-группа называется «Villa Ada Posse».
Автобусные маршруты, связывающие центр Рима с Виллой Ада: 92, 86 и 310 (от станции «Термини»), 63 и 630 от Пьяцца Венеция.